# Paul Șnaider
Paul Șnaider (n. 15 septembrie 1945) este un fost deputat român în legislatura 2000-2004, ales în județul Neamț pe listele partidului PRM. Paul Șnaider a fost membru în grupurile parlamentare de prietenie cu Republica Portugheză și Republica Panama. 

## Legături externe
- Paul Șnaider la cdep.ro

1. ↑   https://www.cdep.ro/pls/parlam/structura2015.mp?idm=277&leg=2000&cam=2&pag=0 Lipsește sau este vid: |title= (ajutor)